# Anilios erycinus
Anilios erycinus är en ormart som beskrevs av Werner 1901. Anilios erycinus ingår i släktet Anilios och familjen maskormar. Inga underarter finns listade i Catalogue of Life.
Denna orm förekommer på Nya Guinea och den lever i låglandet. Anilios erycinus gräver i lövskiktet och i det översta jordlagret. Honor lägger ägg.
För beståndet är inga hot kända. IUCN listar arten som livskraftig (LC).